# Pumpkinhead: Blutfehde
Pumpkinhead: Blutfehde ist der vierte Teil der Pumpkinhead-Horrorfilm-Reihe. Der Film wurde direkt auf DVD veröffentlicht.

## Inhalt
Seit Jahrzehnten sind die Clans der McCoys und Hatfields verfeindet und es kommt immer wieder zu Auseinandersetzungen. Als zwei Hatfield-Brüder nachts im Wald ein Treffen des heimlichen Liebespärchens Ricky McCoy und Jodie Hatfield entdecken, eskaliert die Fehde: Rickys Schwester Sara, die für die Verliebten Wache steht, stirbt auf der Flucht vor den Hatfields und Ricky wird von den aufgebrachten Männern beinahe zu Tode geschleift.
Voller Zorn über den Verlust seiner Schwester sucht Ricky im Wald eine Hexe auf, die für ihn das Monster Pumpkinhead heraufbeschwören soll. Es bekommt den Auftrag, die gesamte Hatfield-Sippe bis auf Jodie auszulöschen, als Rache für Sara und um Ricky endlich ein ungestörtes Zusammenleben mit Jodie zu ermöglichen. Diese Abmachung muss er mit seiner Seele bezahlen und er erleidet dieselben Schmerzen wie Pumpkinheads Opfer.
Nachdem Pumpkinhead die ersten Mitglieder des Hatfield-Clans tötet, setzen ihre Brüder das Haus der McCoys in Brand, da sie diese hinter den Morden vermuten. In letzter Sekunde kann Jodie Mutter McCoy aus den Flammen retten und somit für erste versöhnliche Annäherungen der verfeindeten Familien sorgen.
Bei einem Treffen der beiden Clans im Haus der Hatfields erklärt der Sheriff, der bereits früher auf der Todesliste Pumpkinheads stand, dass Pumpkinhead der Mörder ist und nur dadurch aufgehalten werden kann, dass sein Meister, also Ricky, getötet wird. Pumpkinhead dringt in das Haus ein und tötet alle Anwesenden, nur Jodie und ihre kleine Schwester entkommen. Als Pumpkinhead auch das Mädchen umbringen will, erkennt Ricky seinen Fehler und fleht Jodie an, ihn zu töten. Mit zwei Schüssen verletzt sie Ricky und damit auch das Monster. Mit letzter Kraft stürzt er sich mit Pumpkinhead in einen tiefen Brunnen, um Jodies Schwester zu retten.